# Liste der Burgen und Festungen in Genua

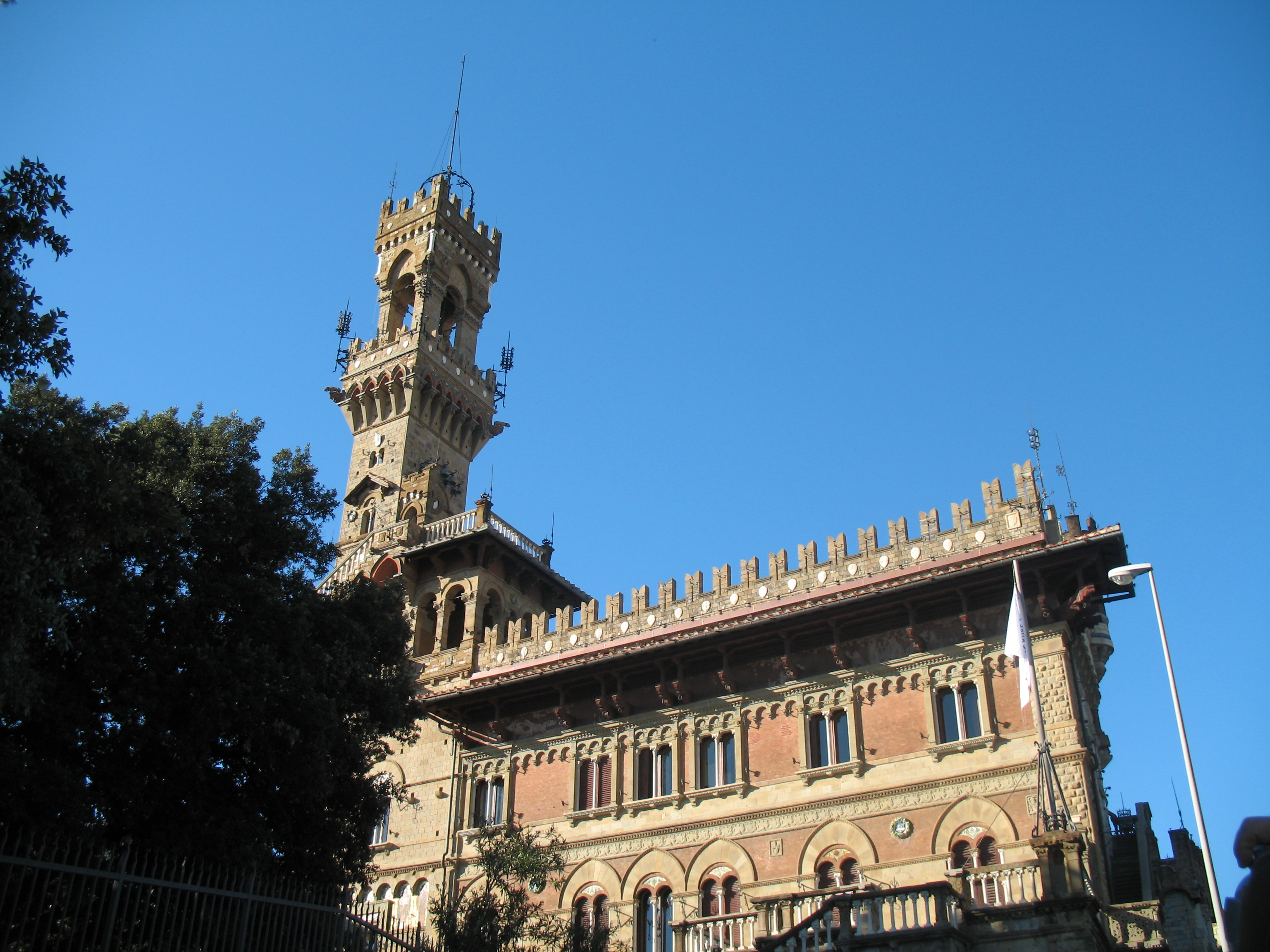
Castello Mackenzie

Dies ist eine Liste der Burgen und größeren Befestigungsanlagen der Stadt Genua.

## Burgen
- Castello d’Albertis
- Castello Mackenzie
- Castello Raggio

## Festungen
- Forte Belvedere (zerstört)
- Forte Crocetta
- Forte Tenaglia
- Forte Begato
- Forte Sperone
- Forte Castellaccio

- Forte Puìn
- Forte Fratello Minore

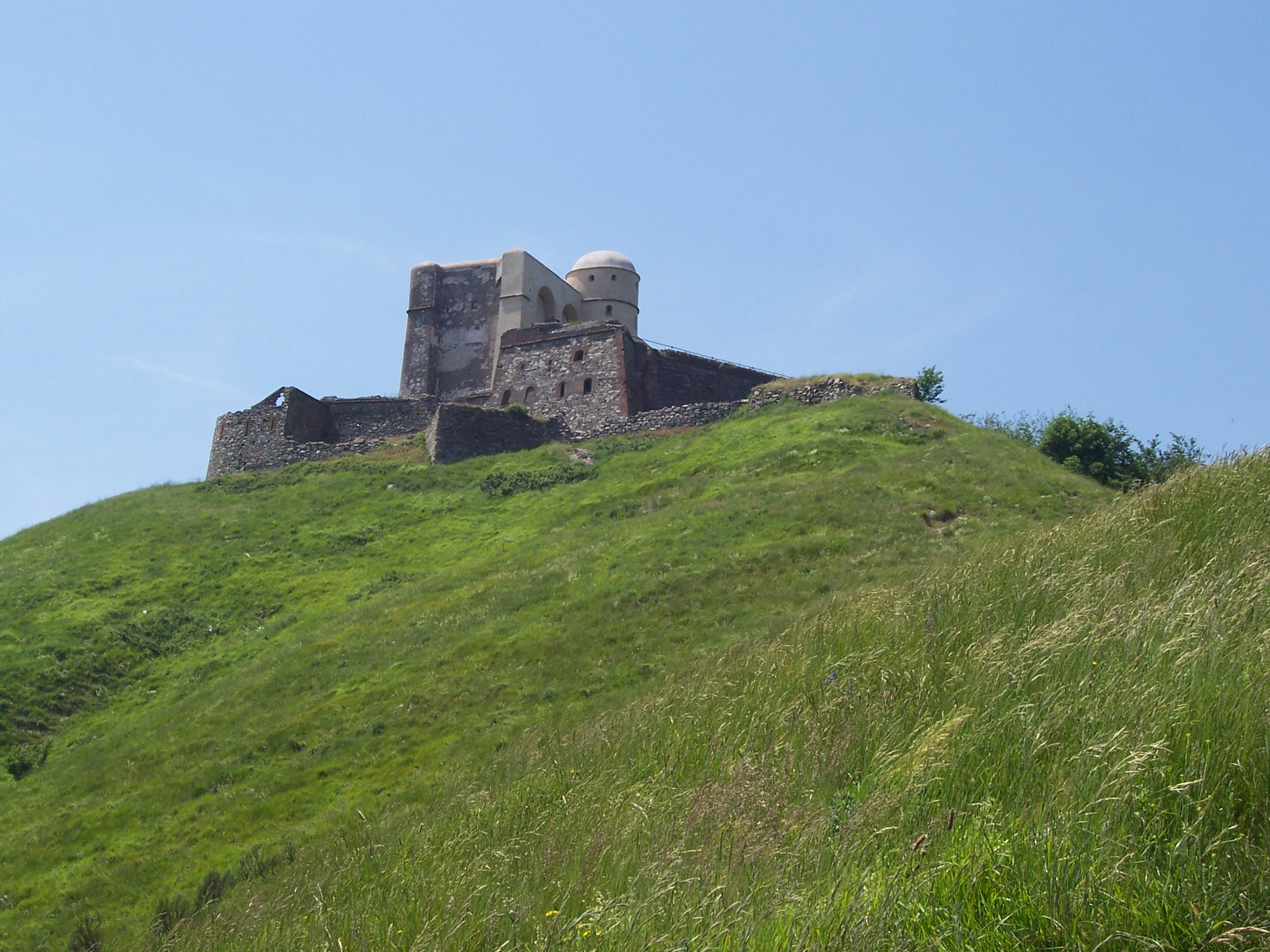
Forte Diamante

- Forte Fratello Maggiore (1932 abgerissen)
- Forte Diamante
- Forte Quezzi
- Torre Quezzi
- Forte Ratti (auch Forte Monteratti)
- Forte Richelieu
- Forte Santa Tecla